# Sothuvad sammetsmonark
Sothuvad sammetsmonark (Myiagra eichhorni) är en fågelart i familjen monarker inom ordningen tättingar.

## Utbredning och systematik
Fågeln förekommer i Bismarckarkipelagen. Den delas in i två underarter med följande utbredning: 
- Myiagra eichhorni eichhorni –  förekommer på öarna Lavongai, New Ireland och Niu Briten
- Myiagra eichhorni cervinicolor – förekommer på Dyaul, söder om nordvästra New Ireland

Fågeln betraktades tidigare som en del av Myiagra hebetior. Både eichhorni och cervinicolor urskildes dock var för sig som egna arter 2016 av Birdlife International och IUCN, 2021 även av tongivande International Ornithological Congress (IOC). 2024 förde dock IOC samman dem båda till en och samma art, där eichhorni har prioritet.

## Status
IUCN bedömer hotstatus för eichhorni och cervinicolor var för sig, den förra som livskraftig och den senare som nära hotad.